# Tala Madani
Tala Madani (persisch طلا مدنی; * 1981 in Teheran, Iran) ist eine iranisch-US-amerikanische Künstlerin. Ihre Werke sind Gemälde, Zeichnungen und Stop-Motion-Animationen. Sie ist bekannt für ihre Gemälde von komischen, aber grotesken Szenen. Sie visualisiert psychologisches Unbehagen durch ihre provokanten, oft pastellfarbenen Cartoon-Gemälde und ihre Stop-Motion-Animationen, die unheimliche Räume und Gruppen von Männern darstellen, untergräbt Geschlechterrollen und stellt sexuelle Identitäten neu vor.

## Leben und Werk
Luminaries, 2013

Link zum Bild

Lego, 2014

Link zum Bild

Wall Painting, 2008

Link zum Bild

Projector, 2011

Link zum Bild

Underman, 2012

Link zum Bild

Double Head Index, 2011

Link zum Bild

Olfaktorisch, 2014

Link zum Bild

Madani lebte mit ihrem Vater Alirezan und ihrer Mutter Mojgan Madani in einem Gebäude in Teheran, das ihr Großvater väterlicherseits, ein erfolgreicher Unternehmer, für seine vier Kinder und sich selbst gebaut hatte. Laut Madani wurde im Jahr ihrer Geburt eine Papierfirma ihres Großvaters vom Regime konfisziert, nachdem er eine Anzeige veröffentlicht hatte, die eine nackte Frau zeigte, die fast vollständig von Papierservietten bedeckt war. Er verbrachte sechs Monate im Gefängnis für diese Straftat. Nachdem sich Talas Eltern scheiden ließen, entschied das Gericht, dass sie traditionell bei ihrem Vater leben würde. Die nächsten vier Jahre lebte sie bei ihrem Vater und konnte die Freitage mit ihrer Mutter verbringen.
Ihre Mutter beschloss, in die Vereinigten Staaten zu ziehen, wo sie sich an der Business School der Western Oregon University für einen Master-Abschluss in Informatik einschrieb. Anfang 1994 kehrte ihre Mutter nach Teheran zurück und nahm Madani mit der Zustimmung ihres Mannes zu sich nach Oregon.
Madani studierte nach dem Schulabschluss ab 1999 mit einem Vollstipendium Politikwissenschaft und Kunstwissenschaft an der Oregon State University. Hier erwarb sie 2004 ihren Bachelor of Arts -Abschluss. Anschließend studierte sie an der Yale University, wo sie 2006 den Master of Fine Arts erhielt. Ihr Abschlussjahr hatte sie in Berlin mit einem Praktikum beim Deutschen Auswärtigen Rat verbracht. Sie forschte hier zu Fragen der Einwanderung und Integration.
Sie war Artist in Residence im Fine Arts Work Center in Provincetown auf Cape Cod. Sie malte dort die Bilder für ihre nächste Ausstellung bei Lombard Freid und lernte die Erstellung von Stop-Motion-Animationen, die zu einem wichtigen Teil ihrer Praxis wurden. Von 2007 bis 2009 war sie Artist in Residenz an der Rijksakademie van beeldende kunsten in Amsterdam und 2010 an der British School at Rome.
Im Iran hatte Madani als Kind rudimentäres Englisch aus den populären Peter And Jane-Büchern gelernt, die seit den sechziger Jahren in England veröffentlicht wurden. In diesen Büchern werden zwei brave Geschwister bei lehrreichen Aktivitäten gezeigt. Madanis Idee war es, Peter und Jane als Modelle für eine Gruppe von Gemälden zu verwenden. Sie fertigte Siebdrucke des Paares aus den Büchern an und verwendete diese mit Änderungen und anderen Hintergründen für ihre eigenen Gemälde.
In ihren Arbeiten benutzt Madani grelle und karikaturistische Elemente, die oft übertriebene Genitalien und beschädigte oder körperlose Körperteile darstellen. In einem in The New Yorker veröffentlichten Profil geht Mandanis Erforschung des geheimnisvollen Verhaltens von Männern und ihrer täglichen Gewohnheiten auf Eindrücke zurück, die sie mit ihrem Großvater in Teherans Mellat-Park unternahm, wo sie ihrem Großvater und anderen Männern beim Plaudern zusah. Die Männer in Mandanis Gemälden und Videos treten nicht im öffentlichen Raum auf, sondern sind bei scheinbar privaten Handlungen zu sehen, die oft sexuell eindeutig sind.
Ihre erste Einzelausstellung fand 2007 in New York bei Lombard-Freid Projects statt und seitdem stellt sie regelmäßig aus. Madani hat 2010 auf der Liverpool Biennal, 2011 der Biennale di Venezia, 2013 auf der Göteborg International Biennial for Contemporary Art (GIBCA), 2014 auf der Marrakech Biennale und der Taipei Biennale, 2017 auf der Whitney Biennale in New York und 2019 auf der 16. Istanbul Biennale ausgestellt. Ihre Arbeiten befinden sich in zahlreichen öffentlichen und privaten Sammlungen.
2015 heiratete Madani in Los Angeles den englischen zeitgenössischen Künstler und Musiker Nathaniel Mellors, mit dem sie zwei Kinder bekam.

## Ausstellungen

### Einzelausstellungen (Auswahl)
- 2006: Cake Men. Oregon State University, Corvallis
- 2007: Smoke and Mirrors. Lombard-Freid Projects, New York
- 2008: ASS•AS•SIN: hashish anyone?. Lombard-Freid Projects, New York
- 2009: Dazzle Men. Pilar Corrias, London
- 2010: Pictograms. Lombard-Freid Projects, New York
- 2011: Tala Madani: The Jinn. Stedelijk Museum Bureau, Amsterdam
- 2011: Manual Man. Pilar Corrias, London
- 2013: Tala Madani: Rip Image. Moderna Museet, Malmö; Moderna Museet, Stockholm
- 2013: Tala Madani: Catherine Doctorow Prize for Contemporary Painting. Utah Museum of Contemporary Art, Salt Lake City
- 2014: Tala Madani. Centro Andaluz de Arte Contemporáneo, Sevilla, Spanien
- 2014: Tala Madani: Abstract Pussy. Pilar Corrias, London
- 2014: Tala Madani. Nottingham Contemporary, Nottingham
- 2015: Smiley has no nose. David Kordansky Gallery, Los Angeles
- 2016: Shitty Disco. Pilar Corrias, London
- 2016: First Light. Contemporary Art Museum St Louis; MIT Visual Arts Center, Cambridge
- 2017: Tala Madani. La Panacée, Montpellier
- 2018: Corner Projections. 303 Gallery, New York
- 2019: Mori Art Museum, Tokio, Japan
- 2019: Vienna Secessions, Wien
- 2020: Start Museum, Shanghai, China
- 2021: It was as if the Shadows Were Lit Up. Longlati Foundation, Shanghai, China
- 2021: Skid Mark. Pilar Corrias, London
- 2021: Chalk Mark. Pilar Corrias, London
- 2022: Biscuits. Museum of Contemporary Art, Los Angeles
- 2022: Death Fan. Kunstmuseum Den Haag (KM21)

### Gruppenausstellungen (Auswahl)
- 2014: Centro Andaluz de Arte Contemporáneo, Sevilla
- 2014: The Great Acceleration: Art in the Anthropocene. Taipei Biennial, Taipeh, Taiwan
- 2019: Shit Moms. Secession, Wien
- 2019: Oven Light. Portikus (Ausstellungshalle), Frankfurt
- 2020: Radical Figures, Painting in the New Millennium. Whitechapel Gallery, London
- 2022: Biscuits. The Museum of Contemporary Art, Los Angeles
- 2022: KM21. Den Haag

## Sammlungen (Auswahl)
- Tate Collection, London
- Burger Collection, Berlin
- Hall Art Foundation, Schloss Derneburg Museum
- Rosenblum Collection & Friends, Paris
- Bard Collection, Annandale-on-Hudson
- Solomon R. Guggenheim-Museum, New York
- Hall Art Foundation, New York
- Hammer-Museum, Los Angeles
- The Israel Museum, Jerusalem, Israel
- Los Angeles County Kunstmuseum, Los Angeles
- Stiftung LUMA, Zürich
- Moderna Museet Collection, Stockholm
- Museum of Contemporary Art, Los Angeles
- Museum of Modern Art, New York
- Museum of Modern Art, Warschau
- National Gallery of Victoria, Australien
- Saastamoinen Foundation Art Collection, Helsinki
- Serralves Foundation, Porto, Portugal
- Stedelijk Museum, Amsterdam
- Tate Modern, London
- Yuz Museum, Shanghai, China
- Whitney Museum of American Art, New York

## Auszeichnungen (Auswahl)
- 2003: Oregon State University President’s Award for Excellence in Art
- 2003: Oregon State University 'Plinkiewisch Scholarship', full tuition, 1999-2003, Corvallis
- 2003: Oregon State University 'Undergraduate Research, Innovation, Scholarship, Creativity (URISC)', grant for painting residency in Berlin, Corvallis
- 2005: Schickle-Collingwood Prize, Yale University
- 2006: Fine Arts Work Center Residency, Provincetown
- 2006: Barry Schactman prize for excellence in painting, drawing and printmaking, Yale University
- 2007: Stichting Kees Verwey Fellowship, Niederlande
- 2007: Rijksakademie van beeldende kunsten/Dutch Ministry of Education Residency, Amsterdam
- 2008: Van den Berch van Heemstede Stichting Fellowship, Niederlande
- 2010: British School at Rome, Abbey Painting Fellowship, Rom
- 2012: Shortlisted for the Future Generation Art Prize, Pinchuk Art Centre, Kiew
- 2012: De Volkskrant Art Award
- 2013: Biennial Grant
- 2013: Catherine Doctorow Prize for Contemporary Painting Artpace San Antonio, Spring Artist-in-Residence
- 2014: The Louis Comfort Tiffany Foundation